# مارك بلونديل
مارك بلونديل (بالإنجليزية: Mark Blundell) مواليد 8 أبريل 1966 في لندن، إنجلترا، بريطانيا، هو سائق فورملا 1 بريطاني بدأ مسيرته الاحترافية سنة 1991. كان أول سباق له هو جائزة بريطانيا الكبرى 1991. خاض خلال مسيرته 63 سباقاً.

## سباقات شارك فيها
- لو مان 24 ساعة
- سوبر فورمولا
- بطولة العالم للسيارات الرياضية
- البطولة الأمريكية لسباق السيارات

## روابط خارجية
- مارك بلونديل على موقع Racing-Reference.info (الإنجليزية)
- مارك بلونديل على موقع DriverDB.com (الإنجليزية)